# Primera batalla del Marne
La batalla del Marne (también conocida como el milagro del Marne) fue una batalla de la Primera Guerra Mundial que tuvo lugar entre el 5 y el 12 de septiembre de 1914. El resultado fue una victoria aliada sobre el ejército alemán. La batalla fue el punto máximo del avance alemán en Francia y de la persecución que sometieron a los ejércitos aliados tras las batallas de las fronteras de agosto y que llegó hasta las afueras de París. El contraataque de seis ejércitos de campaña franceses y de la Fuerza Expedicionaria Británica (BEF) a lo largo del río Marne obligó al Ejército Imperial Alemán a retirarse hacia el noroeste.
La batalla del Marne fue una victoria estratégica aliada, ya que supuso el fracaso del Plan Schlieffen, que buscaba una derrota rápida de Francia. La retirada alemana que siguió es conocida como la carrera hacia el mar y terminó con la batalla del Aisne y el cierre del frente occidental por el norte, lo que supuso el fin de la guerra de movimientos y el establecimiento de un frente continuo estático que llevaría a casi cuatro años de guerra de trincheras.

## Desarrollo
A finales de agosto de 1914, todas las fuerzas aliadas en el frente occidental, constituidas por el ejército francés reforzado por el cuerpo expedicionario británico, habían sido obligadas a la retirada hacia París tras varias derrotas en las batallas de las fronteras.
Los alemanes avanzaban hacia el Marne, amenazando con rodear por el oeste al grueso de las fuerzas enemigas. Gracias a los primeros aviones, que habían hecho su primera aparición de uso bélico como eficaces elementos de observación, los franceses se percataron de la amenaza. Se detectó, además, una transmisión de radio alemana gracias a la antena de veinticuatro metros colocada justo en la cúspide de la Torre Eiffel. En dicha transmisión, que por error no se envió codificada, se comunicaba que las tropas estaban al borde del agotamiento.
John French, comandante del cuerpo de expedición británico, inició los planes de retirada general británica a las ciudades portuarias del canal de La Mancha para evacuar sus unidades del continente. El gobernador militar de París, general Joseph Simon Gallieni se reunió con lord Kitchener, secretario británico de Guerra, y le propuso un contraataque común apenas los alemanes llegaran al Marne; en esta fase de la guerra, no existía aún un mando unificado entre los Aliados, por lo que era necesario coordinarlo de este modo.
Por otra parte, el general Joffre había preparado un nuevo ejército en París, el 6.º, comandado por el general Maunoury: Gallieni propuso emplearlo para realizar un ataque en el flanco oeste del ejército alemán de von Kluck, desde el Marne, hacia Nanteuil-le-Haudouin y Meaux, el 5 de septiembre.
El 7 de septiembre, este 6.º Ejército, atacado violentamente, resistía con dificultad. El gobernador de París reunió a todos los taxis de la ciudad para enviar con urgencia seis mil reservistas al campo de batalla. En la memoria colectiva quedó sobre todo la imagen espectacular e increíble para la época de seiscientos setenta automóviles, la mayoría taxis modelo Renault AG de color rojo, reunidos ante Los Inválidos, en el que fue uno de los primeros usos de tropas motorizadas. El aporte de los refuerzos de París ha sido descrito como fundamental en el desenlace de la batalla.
Finalmente, el 9 de septiembre, el 6.º Ejército, derrotado, se retiró tras el Marne. Von Kluck cometió el error de perseguirlo, ya que al avanzar creó una brecha de cincuenta kilómetros con el 2.º Ejército de Karl von Bülow, que se encontraba a su derecha; aprovechando esta situación, el 5.º Ejército francés y las dos divisiones del cuerpo expedicionario británico penetraron atacando a los dos ejércitos alemanes por los flancos que habían quedado al descubierto.

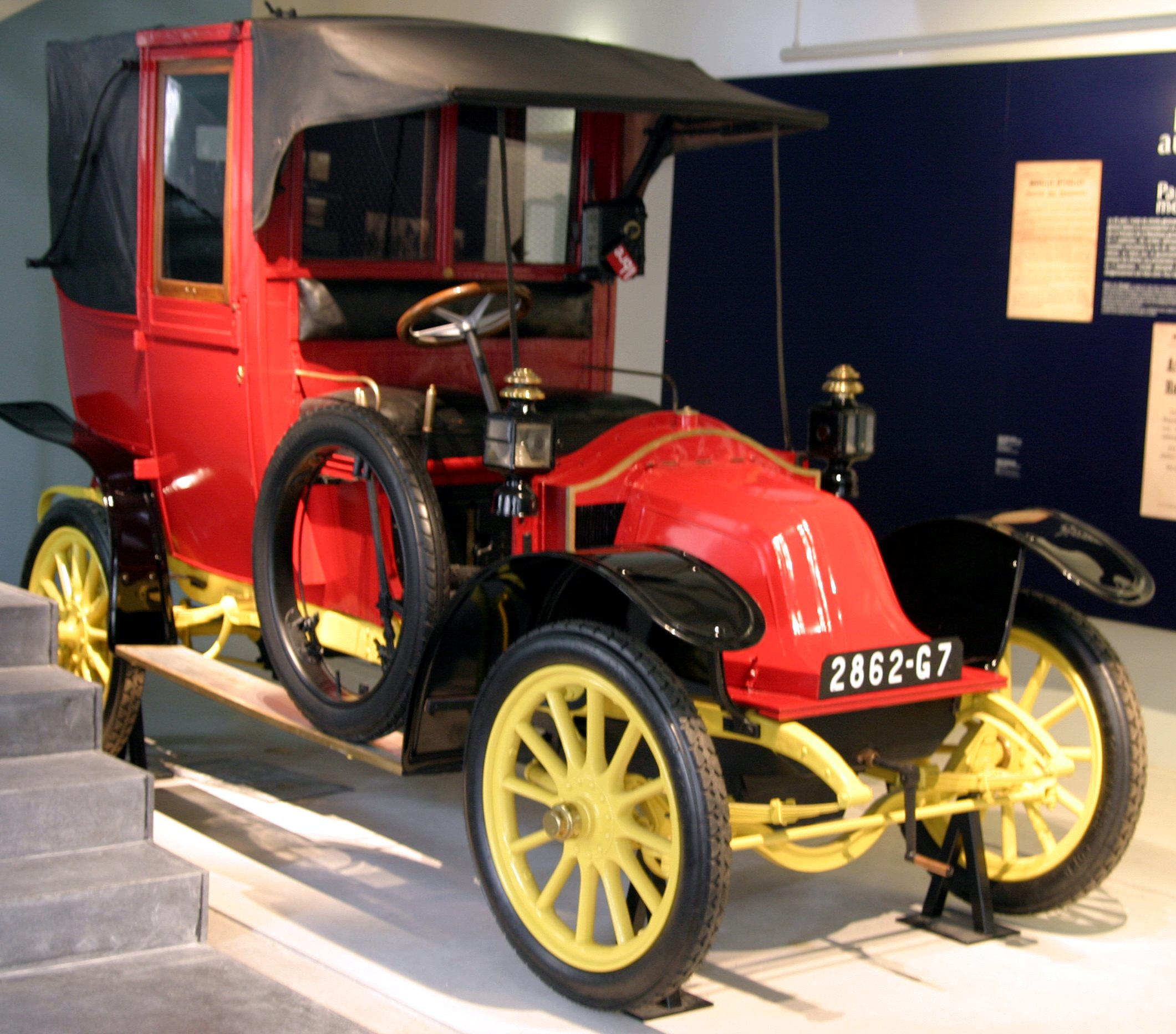
Un taxi de la época.

Desorganizados por la maniobra, estorbados por las anteriores avanzadas y ligeramente inferiores en número en ese punto, los alemanes tuvieron que replegarse hacia el río Aisne el 13 de septiembre. La batalla posterior (13-28 de septiembre) hecha de ataques y contraataques recíprocos, mostró a ambos ejércitos rivales la imposibilidad de un avance frontal con ímpetu, ya que tenían frente a sí un sistema de trincheras aun cuando solo estuviera esbozado.
El freno del avance alemán, más poderoso que sus enemigos, marcó el fracaso del plan Schlieffen, cuya idea directriz era derrotar a Francia en seis semanas para volverse luego contra Rusia e impedir así la guerra en dos frentes. Sin embargo, según lo afirmado por el general René Chambe, entonces joven oficial de caballería, se trató «de una batalla vencida pero no de una victoria ganada». En efecto, si bien los ejércitos franco-británicos lograron el objetivo de detener la ofensiva alemana y de rechazarla, no fueron capaces de sacar fruto de la ventaja conseguida y expulsar al enemigo de su territorio, sino solo de empujarlo algunos kilómetros hacia el norte. Aun así, con esta derrota el ejército alemán debió abandonar su plan estratégico original, alejándose así la posibilidad de la victoria.
Así comenzó la llamada “carrera hacia el mar” y la guerra de posiciones, que se prolongó por los siguientes cuatro años.

## Personajes
Joseph Joffre fue designado jefe del Estado Mayor en 1911 y recibió el poder supremo de las fuerzas francobritánicas en el frente occidental. En la primera batalla de Marne compartió la victoria con el general Gallieni, gobernador militar de París. Su estrategia consistía en retirarse para luego contraatacar. Su estrategia fracasó al intentar atravesar las líneas enemigas. El contraataque alemán estuvo a punto de conquistar la ciudad de Verdún (perteneciente a Francia).
Helmuth Von Moltke fue nombrado en 1906 sucesor de Alfred von Schlieffen. Von Moltke sería responsable de las fuerzas alemanas durante los siguientes años. Von Moltke decidió cambiar el plan de Schlieffen, cambio que acabaría debilitando a una parte del ejército alemán. La salud del general no prosperó durante aquel año y acabó falleciendo en ese mismo verano.